# Rivière Pierreuse
Rivière Pierreuse är ett vattendrag i Kanada.   Det ligger i provinsen Québec, i den sydöstra delen av landet, 130 km norr om huvudstaden Ottawa.
I omgivningarna runt Rivière Pierreuse växer i huvudsak blandskog. Runt Rivière Pierreuse är det mycket glesbefolkat, med 2 invånare per kvadratkilometer.